# Nezamysl
Nezamysl byl mytický pokračovatel, zřejmě syn Přemysla Oráče a kněžny Libuše, zakladatelů dynastie Přemyslovců, první ze sedmi legendárních českých knížat mezi Přemyslem Oráčem a prvním historicky doloženým knížetem Bořivojem.
Jedna z teorií týkajících se počtu těchto knížat je podepřena freskami na zdech rotundy v moravském Znojmě, ale Anežka Merhautová tvrdí, že tyto fresky zobrazují historicky doložené Přemyslovce včetně moravských údělníků.

## Původ jména
Nezamyslovo jméno zaznamenal ve své Kronice české Kosmas, převzala ho i většina historiků z 19. století, včetně Františka Palackého. Jméno lze vyložit jako ten, kdo se nezamyslel, nemá úmysl. Je vlastně opakem jména Přemysl. Dušan Třeštík na základě toho vyvozuje, že by dvojice Přemysl - Nezamysl mohla být pozůstatkem starého indoevropského mýtu o božských dvojčatech, podobně jako například dvojice Prométheus a Epimétheus (jejichž jména jsou analogická i svým významem).
Záviš Kalandra uvádí, že jména sedmi mytických českých knížat jsou odvozena ze starých slovanských názvů dnů v týdnu – Nezamysl by byl prvním z nich, čemuž by odpovídala neděle, kdy nepracujeme či nemyslíme.
Podle teorie Vladimíra Karbusického pochází dvanáct jmen mytických postav české historie včetně sedmi knížat z úryvku staroslověnského (či staročeského) textu – poselství Čechů k Frankům v 9. století. V tomto textu mělo být psáno: Krok’ kazi (Tetha), lubossa przemysl, nezamysl m’nata voj’n u‘ni zla, kr’z my s‘ neklan (am), gosti vit, což se vykládá jako: Zastav své kroky, Tetha (oslovení tehdejšího vůdce Franků, popřípadě západních sousedů obecně) a raději přemýšlej, nezamýšlím na tebe vojnu ani zla, kříži my se neklaníme, hosty vítáme.

## Posloupnost knížat
Dalimilova kronika o Nezamyslovi sděluje jen tolik:
Nezamysl kraji tornu vládl pak po jeho (Přemyslově) skonu.
Kosmas píše jen: Po něm Nezamysl nastoupil vládu. Když toho smrt uchvátila, Mnata dostal odznaky knížecí.
Dalimil a Kosmas se ovšem neshodují v tom, co bylo po Nezamyslově smrti. Dalimil píše:
Po něm Mnata, potom Vojen, o němž známo je nám to jen, že byl ještě plný sil, když zem synům rozdělil.
Kosmas naopak konstatuje, že po Vojenově dožití knížectví vládl Vnislav. Dalimil naproti tomu uvádí, že Vojen dělí svou zem mezi syny: Lucko Vlastislavu dává, Čechy v správu Unislava (Vnislava).